# Chiesa di San Giorgio Martire (San Giorgio delle Pertiche)
La chiesa di San Giorgio Martire è la parrocchiale di San Giorgio delle Pertiche, in provincia e diocesi di Padova; fa parte del vicariato del Graticolato.

## Storia
Anticamente, dove oggi sorge la chiesa esisteva un antico castello edificato nell'XI secolo e distrutto nel Quattrocento dai veneziani; di questo edificio fu risparmiata una torre, che venne riadattata all'uso di campanile.

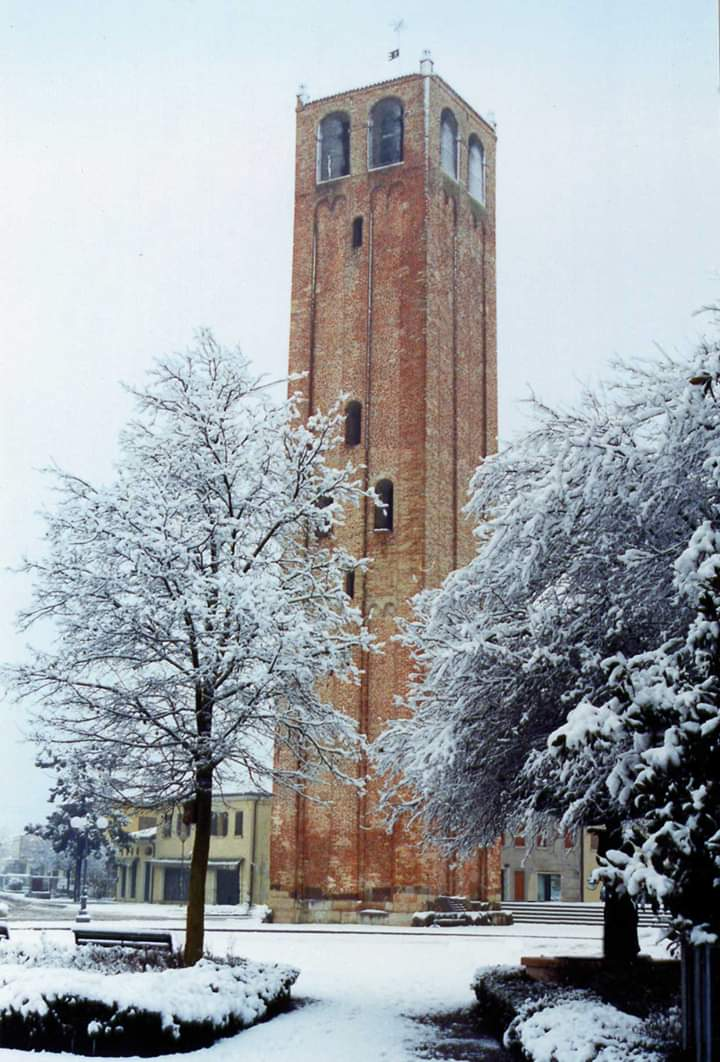
Il campanile innevato.

Da un documento del 1297 s'apprende che la pieve di San Giorgio delle Pertiche aveva come filiali le chiese di Santa Maria de Panigali, Arsego, San Martino di Campodarsego, Santa Giustina in Colle, San Giacomo di Fratte e San Martino de Carbantone.

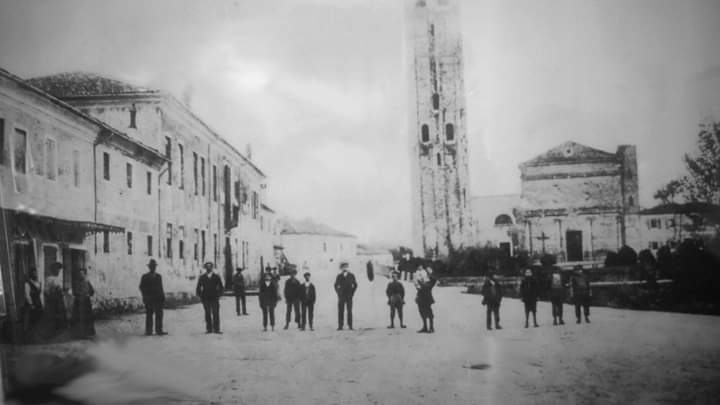
La chiesa ai primi del Novecento, prima del completamento della facciata

Intorno al 1550 furono sottoposte alla pieve anche le chiese di San Michele delle Badesse e di San Marco Evangelista di Camposampiero.
L'attuale parrocchiale venne costruita in stile neoclassico tra il 1838 e il 1868.
Nel 1932 fu realizzata la facciata e nel 1943 la chiesa venne consacrata.

## Interno
Opere di pregio conservate all'interno della chiesa sono una statua della Madonna che fu ridipinta nel 1911 da Candido Tomasin, la pala seicentesca raffigurante la cintola sostenuta da due angeli con i santi Giustina, Agostino e Monica, eseguita da Antonio Zanchi, la tela con il Martirio dei santi Crispino e Crispiniano, realizzata da Giambattista Mengardi ed originariamente posta nella cattedrale di Padova, le pale cinquecenteschi che rappresentano San Girolamo che riceve doni dai mercanti con il leone ai suoi piedi e San Girolamo in povertà e in preghiera, entrambe dipinte da Jacopo Palma il Giovane